# Yūshi Naishinnō-ke no Kii
Yūshi Naishinnō-ke no Kii (祐子内親王家紀伊 (Hựu Tử Nội Thân Vương Gia Kỷ Y)  không rõ năm sinh năm mất) là một nhà thơ waka quý tộc Nhật Bản hoạt động trong thời kỳ Heian. Một trong những bài thơ của bà nằm trong tập thơ nổi tiếng Ogura Hyakunin Isshu. Bà được biết đến là một trong Ba mươi sáu nữ ca tiên, và những bài thơ của bà nằm trong những tập thơ thuộc Nijūichidaishū (二十一代集 (Nhị Thập Nhất Đại Tập)) bao gồm Shingoshūi Wakashū, Senzai Wakashū, Shokugosen Wakashū, Gyokuyō Wakashū, Shinsenzai Wakashū, Shinchokusen Wakashū, và một số tập thơ khác.

## Tiểu sử
Bà hầu hạ gia đình Trưởng Nội thân vương Ichi no Miya, con gái Thiên Hoàng Go-Suzaku. tên là Yūshi. Có giả thuyết cho rằng, bà có thể là vợ hay em gái của quan trấn thủ tỉnh Kii, Fujiwara no Shigetsune. Đó là lý tại sao bà có tên như vậy. Bà còn có tên gọn hơn là Ichinomiya no Kii (一宮紀伊).

## Thơ bà Yūshi Naishinnō-ke no Kii
Bài thơ sau đây được đánh số 72 trong tập thơ Ogura Hyakunin Isshu do Fujiwara no Teika biên tập:
| Nguyên văn:                                              | Phiên âm:                                                                    | Dịch thơ: | Diễn ý: |
| -------------------------------------------------------- | ---------------------------------------------------------------------------- | --- | --- |
| 音に聞く 高師の浜の あだ波は かけじや袖の ぬれもこそすれ | Oto ni kiku Takashi no hama no Adanami wa Kakeji ya sode no Nuremo koso sure | Nghe lòng người dễ đổi, Như ngọn sóng cợt đùa. Em lo sóng ướt áo, Nhòa lệ đời ngây thơ! (ngũ ngôn) Người không chung thủy, xin thôi, Sóng mà ướt áo, tội đời hồng nhan. (lục bát) | Nghe nói tiếng đồn về anh là người lang bang, Như sóng đánh qua đánh lại vào bãi Takashi. Nếu để sóng đánh ướt tay áo như nước mắt ướt cuộc tình, Thì mai sau tội cho thân em lắm thay. |

### Xuất xứ
Kin'yō Wakashū ( Kim Diệp Tập), thơ luyến ái phần hạ, bài 469.

### Hoàn cảnh sáng tác
Lời thuyết minh của Kin'yō Wakashū cho biết bài này đã được ngâm lên trong một buổi bình thơ ở phủ Horikawa-in năm 1101 như bài hanka (phản ca) của một công nương trả đũa thơ tán tỉnh của các công khanh. Hanka là tên để gọi bài thơ thêm vào đằng sau với dụng ý lập lại, bổ túc hay rút gọn ý của bài thơ (thường là chōka tức trường ca) đi trước.

### Đề tài
Khéo léo từ chối lời tán tỉnh của một chàng trai có tai tiếng trăng hoa.
Bãi Takashi (Cao Sư) là địa danh vùng Izumi, nay thuộc tỉnh Sakai (gần Ōsaka ngày nay). Nó còn có nghĩa bóng là “cao” như “cao danh”, “tiếng đồn vang”. Sau Takashi ( bến Takashi) và oto wo kiku ( nghe tiếng), các từ hama ( bến), nami ( sóng), nure ( ướt) là những engo hô ứng với nhau. Adanami ( sóng dậy bất chợt, đùa cợt) ám chỉ lời nói của người trăng hoa.

## Đường dẫn bên ngoài
- McMillan, Peter. Năm 2010 (Bản in đầu, Năm 2008). Một Trăm Nhà Thơ, Mỗi Vị Một Thơ. New York: Nhà xuất bản Đại Học Columbia.
- Suzuki Hideo, Yamaguchi Shin'ichi, Yoda Yasushi. Năm 2009 (Bản in đầu, Năm 1997). Genshoku: Ogura Hyakunin Isshu. Tokyo: Bun'eidō.
- Một trăm bài thơ Nhật Bản cổ (Hyakunin-isshu), biên dịch bởi William N. Porter, 1909, tại trang sacred-texts.com
- Ogura Hyakunin Isshu, biên dịch bởi chimviet.free.fr Lưu trữ ngày 22 tháng 12 năm 2016 tại Wayback Machine